# Thomas Beekman
Thomas Beekman (* 4. Juli 1790 in Kinderhook, New York; † 2. Februar 1870 ebenda) war ein US-amerikanischer Jurist und Politiker. Zwischen 1829 und 1831 vertrat er den Bundesstaat New York im US-Repräsentantenhaus.

## Werdegang
Thomas Beekman wurde ungefähr sieben Jahre nach dem Ende des Unabhängigkeitskrieges im Columbia County geboren. Er studierte Jura und erhielt seine Zulassung als Anwalt in New York. Beekman war sowohl als Attorney, als auch als Farmer tätig. Er zog nach Smithfield im Madison County. Dort bekleidete er mehrere lokale Ämter, darunter 1824 als Stadtschreiber. Er war aktiv in der Miliz von New York tätig und diente als Aide-de-camp des Kommandanten der 17. Division. Ferner gehörte er in den späten 1820er und frühen 1830er Jahren der Anti-Masonic-Bewegung an.
Als Folge einer Zersplitterung der Demokratisch-Republikanischen Partei vor und während der Präsidentschaft von John Quincy Adams (1825–1829) schloss er sich der Anti-Jacksonian-Fraktion an. Bei den Kongresswahlen des Jahres 1828 für den 21. Kongress wurde Beekman im 22. Wahlbezirk von New York in das US-Repräsentantenhaus in Washington, D.C. gewählt, wo er am 4. März 1829 die Nachfolge von John G. Stower antrat. Er schied nach dem 3. März 1831 aus dem Kongress aus.
Nach seiner Kongresszeit kandidierte er 1831 erfolglos als Anti-Masonic für einen Sitz im Senat von New York. Später kehrte er nach Kinderhook zurück. Dort war er wieder als Farmer tätig, ging aber auch seiner Tätigkeit als Anwalt nach. Er verfolgte mehrere Unternehmungen. Er saß im Verwaltungsrat der Kinderhook National Bank. Ferner diente er zwischen 1857 und 1859 als Columbia County Excise Commissioner. Nachdem er in den 1860er Jahren in den Ruhestand gegangen war, verbrachte er die Sommer in Kinderhook und die Winter bei seiner Tochter in New York City. Er verstarb ungefähr fünf Jahre nach dem Ende des Bürgerkrieges in Kinderhook.